# 존 쿠푸오르
존 코피 아기에쿰 쿠푸오르(영어: John Kofi Agyekum Kufuor, 1938년 12월 8일~ )는 2001년 1월 7일부터 2009년 1월 7일까지 재직한 가나의 9대 대통령이다. 2000년 선거에서 승리하여 대통령이 되었고, 2004년 선거에서는 52.75%를 획득, 44.32%를 얻는 데 그친 야당 국민민주회의(NDC)의 존 아타 밀스 후보를 물리치고 대통령이 되었다.

## 선출

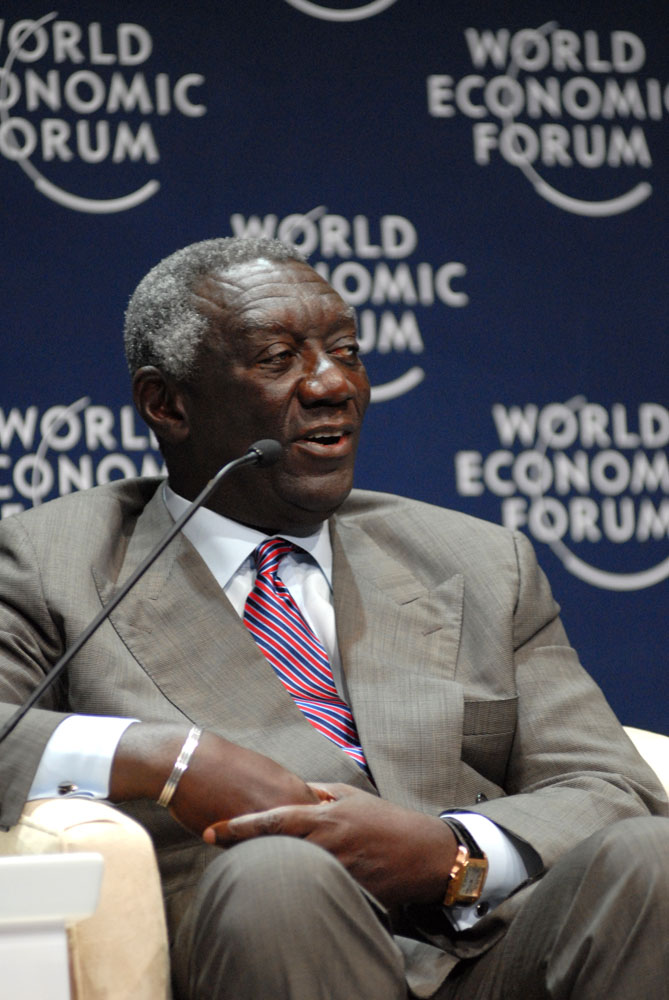
2008년 아프리카 세계 경제 포럼의 존 쿠푸오르

1996년 4월 20일, 쿠푸오르는 가나의 200개 선거구에서 뽑힌 2000명의 신애국당 대의원 중 1034명에 의해 대통령 후보로 지명되었다. 9개월 미만의 선거 운동 후에 쿠푸오르는 1996년 선거에서 39.62%의 득표율을 기록하여 롤링스의 57%를 얻었다. 1998년 10월 23일, 그는 신애국당에 의해 대통령 선거에 다시 출마할 뿐만 아니라 공식적으로 당의 지도자로 임명되었다.
제리 롤링스의 부통령 존 아타 밀스가 44.8%로 2위를 차지한 반면, 쿠푸오르는 2000년 12월 7일에 열린 대통령 선거에서 48.4%로 1위를 차지했다. 12월 28일에 열린 2차 투표에서 쿠푸오르는 56.9%의 득표율로 승리했다. 2001년 1월 7일 쿠푸오르가 취임하면서 가나 역사상 처음으로 평화적인 정권교체가 이루어졌다.
2004년 12월 7일 실시된 대통령 선거와 의회 선거에서 52.45%의 득표율을 기록하며 결선투표를 피했고, 동시에 쿠푸오르의 정당인 신애국당은 가나의 의회에서 더 많은 의석을 확보할 수 있었다.

## 역대 선거 결과
| 선거명      | 직책명        | 대수 | 정당     | 1차 득표율 | 1차 득표수  | 2차 득표율 | 2차 득표수  | 결과 | 당락 |
| ----------- | ------------- | ---- | -------- | ---------- | ----------- | ---------- | ----------- | ---- | ---- |
| 1996년 선거 | 가나의 대통령 | 7대  | 신애국당 | 39.67%     | 2,834,878표 |            |             | 2위  | 낙선 |
| 2000년 선거 | 가나의 대통령 | 9대  | 신애국당 | 48.17%     | 3,131,739표 | 56.90%     | 3,631,263표 | 1위  |      |
| 2004년 선거 | 가나의 대통령 | 9대  | 신애국당 | 52.45%     | 4,524,074표 |            |             | 1위  |      |